# Ajalsheni (Tighvi)
Ajalsheni (en georgiano: ახალშენი; en osetio: Алхасен) o Nogkau (en osetio: Ногхъæу) es una aldea que pertenece a la parcialmente reconocida República de Osetia del Sur, parte del distrito de Znaur, aunque de iure pertenece al municipio de Tighvi de la región de Iberia Interior de Georgia.

## Geografía
Ajalsheni se encuentra a orillas del río Prone oriental en la ladera oriental de la cordillera de Liji, a 3 km de Kornisi.

## Historia
Tras la guerra de Osetia del Sur de 1991-1992, el pueblo quedó desierto. 
Tras la guerra ruso-georgiana, ha estado ocupado por Rusia y controlado de facto por la República de Osetia del Sur. Según la división administrativa de Osetia del Sur, forma parte del distrito de Znaur. En el pueblo se encuentra la única escuela georgiana en los distritos de Znaur, Tsjinval y Dzau, considerada la única en la mayor parte de Osetia del Sur.  

## Demografía
La evolución demográfica de Ajalsheni entre 1916 y 2015 fue la siguiente:
| 310                                                      | 377 | 376 | 58 |
| (Fuente: Population of South Ossetia since Soviet times) |     |     |    |

Según el censo soviético de 1959, la mayoría de la población local eran osetios. En los distintos censos, la composición étnica de la aldea era la siguiente:
|              | 1916      | 1916       | 1989      | 1989       |
| Grupo étnico | Población | Porcentaje | Población | Porcentaje |
| ------------ | --------- | ---------- | --------- | ---------- |
| Georgianos   | 256       | 82,6%      | 300       | 81%        |
| Osetios      | 54        | 17,4%      | 76        | 19%        |
| Total        | 310       | 100%       | 376       | 100%       |